# Garin z Monglane
Garin z Monglane (Garin de Monglane) je francouzský středověký hrdinský epos, jeden z tzv. chansons de geste. Píseň vznikla v 1. polovině 13. století a vypráví o pradědovi Viléma Oranžského a jeho příchodu ke dvoru Karla Velikého. Dějově této písní předchází epos Mládí Garina z Monglane (Enfances Garin de Monglane), který je nejmladší písní celého cyklu.
Garin z Monglane je společným předkem rytířů, vystupujících v Cyklu Viléma Oranžského. Proto se také tento cyklus někdy nazývá Cyklem Garina z Monglane (Le cycle de Garin de Monglane)

## Obsah písně Garin z Monglane
Garin přichází na dvůr Karla Velikého a je donucen hrát s císařem šachy o svůj život. Karel je totiž podrážděn tím, že císařovně se Garin velice líbí. Pokud Garin partii vyhraje, splní mu Karel každé přání, pokud prohraje, přijde o hlavu. Garin však v partii zvítězí a jako odměnu žádá dostat v léno město Monglane, které je ovšem v rukou Saracénů. Garin město Monglane dobyje a pak ožení s dívkou Mabil, která mu dá čtyři syny: Hernauta, Girarta, Reniera a Milona.

## Mládí Garina z Monglane
Píseň Mládí Garina z Monglane (Les Enfances Garin de Monglane) je nejmladší písní celého Cyklu Viléma Oranžského. Její vznik je nejčastěji kladen na počátek 15. století, podle některých romanistů vznikla již v polovině 14. století. Rukopis, ve kterém se píseň dochovala, pochází z poslední čtvrtiny 15. století..
Píseň začíná Garinovým narozením (byl synem akvitánského vévody Savariho a jeho ženy Flóry, dcery krále Lombardie), pokračuje jeho prvními hrdinskými činy (například v Kalábrii porazí obra Narkvilia) a končí jeho příjezdem ke dvoru Karla Velikého.